# Horní propust

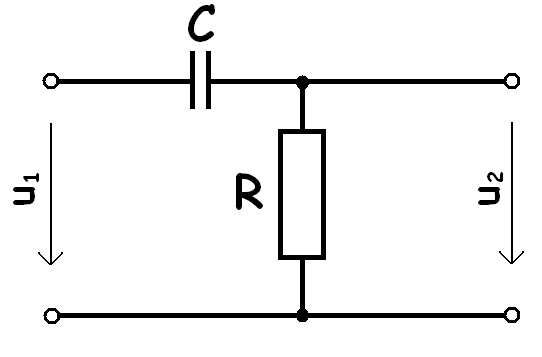
Horní propust schéma

Horní propust je frekvenční lineární filtr, který nepropouští signál o nízkých frekvencích.
Horní propust je pasivní dvojbran. Realizuje se sériovým zapojením kondenzátoru a rezistoru. Vznikne RC článek, kde vstupní napěťový signál je připojen na celou RC větev a výstupní signál je měřen (paralelně) na rezistoru. Se zvyšující se frekvencí vstupního signálu klesá reaktance kondenzátoru, čímž se snižuje vstupní impedance, výstupní zůstává neměnná. Reaktanci kondenzátoru určíme ze vztahu: {\displaystyle X_{C}={\frac {1}{2\pi fC}}}.
Pro frekvenci blížící se k nekonečnu je vstupní impedance {\displaystyle Z=R}. Nejdůležitějším parametrem je mezní frekvence, kterou určíme ze vztahu: {\displaystyle f_{0}={\frac {1}{2\pi RC}}}, při které poklesne zisk obvodu o 3 dB (zhruba o 29 %). Filtr s mezní frekvencí 300 Hz můžeme sestavit pomocí rezistoru s odporem 560 Ω a kondenzátorem s kapacitou 1 uF. Od mezní frekvence je pokles zisku strmostí okolo -20 dB na dekádu. Právě strmost je dalším důležitým parametrem. Vypočte se rozdílem míst v křivce poklesu, kde je křivka protnuta mezní frekvencí a místem, kde je frekvence právě o dekádu vyšší ({\displaystyle 10f_{0}}).

## Použití

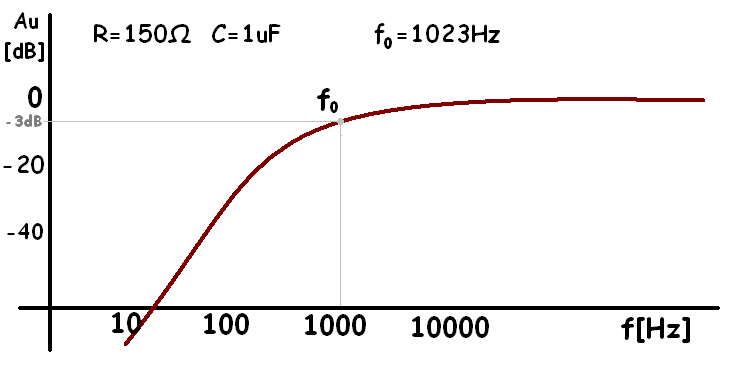
Průběh závislosti zisku na frekvenci

Filtr se využívá v audio technice jako výhybka pro vysoké frekvence (vysoké tóny), pokud používáme vícepásmové reproduktory, nebo pro odrušení nízkofrekvenčního brumu ve vysokofrekvenčních obvodech.